# Skalární součin
Skalární součin je v matematice bilineární zobrazení {\displaystyle V\times V\to T}, kde {\displaystyle V} je vektorový prostor nad tělesem {\displaystyle T}, přiřazující dvojici vektorů skalár.

## Značení
Nejběžnější způsoby zápisu skalárního součinu vektorů {\displaystyle \mathbf {a} } a {\displaystyle \mathbf {b} } jsou:
- {\displaystyle \mathbf {a} \cdot \mathbf {b} } – značení používané hlavně v prostorech konečné dimenze
- {\displaystyle \langle \mathbf {a} ,\mathbf {b} \rangle } – značení běžné ve funkcionální analýze
- {\displaystyle (\mathbf {a} ,\mathbf {b} )} – starší značení, dnes již méně používané
- {\displaystyle b\,(\mathbf {a} ,\mathbf {b} )} – {\displaystyle b} jako bilineární forma
- {\displaystyle \langle \mathbf {b} \mid \mathbf {a} \rangle } – při použití Diracovy notace v kvantové mechanice

## Definice
Operaci skalárního součinu dvou vektorů vektorového prostoru nad číselným tělesem ( {\displaystyle \cdot :V\times V\to T} ) definujeme jako symetrickou pozitivně definitní bilineární formu na vektorovém prostoru, tj. v {\displaystyle n}-rozměrném aritmetickém vektorovém prostoru s kanonickou bází jako:
{\displaystyle \mathbf {a} \cdot \mathbf {b} =a_{1}b_{1}+\ldots +a_{n}b_{n}},
a definujeme-li normu libovolného vektoru vektorového prostoru jako druhou odmocninu skalárního součinu vektoru se sebou samým, pak z Cauchyho–Schwarzovy nerovnosti a trojúhelníkové nerovnosti pro libovolné dva vektory {\displaystyle \mathbf {a} } a {\displaystyle \mathbf {b} } plyne nerovnost {\displaystyle -1\leq {\frac {\mathbf {a} \cdot \mathbf {b} }{|\mathbf {a} ||\mathbf {b} |}}\leq 1}, tj.:
{\displaystyle \mathbf {a} \cdot \mathbf {b} =|\mathbf {a} |\,|\mathbf {b} |\ \cos \varphi },
kde {\displaystyle \varphi \in \left\langle 0,\pi \right\rangle } je úhel mezi vektory {\displaystyle \mathbf {a} } a {\displaystyle \mathbf {b} }. Pro nulový skalární součin nenulových vektorů nutně platí, že svírají pravý úhel, pak říkáme, že tyto vektory jsou vzájemně ortogonální, tj. kolmé.
Skalární součin má mnoho použití mj. ve fyzice. Např. energie, kterou objekt získá pohybem v konstantním silovém poli, je rovna skalárnímu součinu vektoru změny polohy a vektoru síly. Tato formulace pokrývá řadu situací:
- nechá-li se člověk, či jiné těleso unášet proudem řeky, tento proud mu předá kinetickou energii, získá tedy hybnost a rychlost
- k pohybu proti proudu je třeba energii vynaložit, protože skalární součin je záporný
- při pohybu šikmo (nebo téměř kolmo) vůči proudu je účinek proudu méně znatelný, protože skalární součin je menší než při kolmém pohybu (či blízký nule) i tehdy, když oba vektory jsou velké

Tento koncept z běžného prostoru lze značně zobecnit: Libovolný vektorový prostor (např. prostor nekonečných posloupností či funkcí), který má vlastnosti podobné „běžnému“ skalárnímu součinu v „běžném“ {\displaystyle n}-rozměrném prostoru, se nazývá unitární prostor. Má-li navíc úplnou metriku, nazývá se Hilbertův prostor.

## Vlastnosti

Skalární součin

pro všechny nenulové vektory {\displaystyle \mathbf {u} ,\mathbf {v} ,\mathbf {w} \in V} a všechna {\displaystyle a\in T} platí:
- {\displaystyle (\mathbf {v} ,\mathbf {v} )>0}
- {\displaystyle (\mathbf {v} ,\mathbf {0} )=(\mathbf {0} ,\mathbf {v} )=(\mathbf {0} ,\mathbf {0} )=0}
- {\displaystyle (\mathbf {u} +\mathbf {v} ,\mathbf {w} )=(\mathbf {u} ,\mathbf {v} +\mathbf {w} )=(\mathbf {u} ,\mathbf {w} )+(\mathbf {v} ,\mathbf {w} )}
- {\displaystyle (a\,\mathbf {u} ,\mathbf {v} )=(\mathbf {u} ,a\,\mathbf {v} )=a\,(\mathbf {u} ,\mathbf {v} )}
- ve reálném vektorovém prostoru nad tělesem reálných čísel je skalární součin komutativní, tzn.:

{\displaystyle (\mathbf {u} ,\mathbf {v} )=(\mathbf {v} ,\mathbf {u} )}
- v komplexním vektorovém prostoru nad tělesem komplexních čísel, kde pruhem je značeno komplexní sdružení, platí:

{\displaystyle (\mathbf {u} ,\mathbf {v} )={\overline {(\mathbf {v} ,\mathbf {u} )}}}
{\displaystyle (a\,\mathbf {u} ,\mathbf {v} )=(\mathbf {u} ,a\,\mathbf {v} )={\overline {a}}\,(\mathbf {u} ,\mathbf {v} )}

## Příklad
Mějme dva trojrozměrné vektory {\displaystyle \mathbf {a} =[1,2,3]} a {\displaystyle \mathbf {b} =[4,5,6]}. Potom jejich skalární součin je:
{\displaystyle \mathbf {a} \cdot \mathbf {b} =a_{1}b_{1}+a_{2}b_{2}+a_{3}b_{3}=1\cdot 4+2\cdot 5+3\cdot 6=32}.

## Aplikace
- pro dva vektory {\displaystyle \mathbf {u} =\sum _{i=1}^{n}u^{i}\mathbf {e} _{i}} a {\displaystyle \mathbf {v} =\sum _{i=1}^{n}v^{i}\mathbf {e} _{i}}, zapsané v nějaké jedné pevně zvolené bázi {\displaystyle \mathbf {e} }, lze skalární součin definovat jako:

{\displaystyle (\mathbf {u} ,\mathbf {v} )=\sum _{i,j=1}^{n}(\mathbf {e} _{i},\mathbf {e} _{j})u^{i}{\overline {v^{j}}}=\sum _{i,j=1}^{n}g_{ij}u^{i}{\overline {v^{j}}}}, kde {\displaystyle g_{ij}=(\mathbf {e} _{i},\mathbf {e} _{j})} je metrický tenzor (v tomto případě matice)
- pro dvě posloupnosti {\displaystyle a,b:\mathbb {N} \to \mathbb {C} } lze skalární součin definovat jako řadu:

{\displaystyle (a,b)=\sum _{i=0}^{\infty }a_{i}{\overline {b_{i}}}}, pokud řada konverguje
- skalární součin dvou funkcí lze definovat jako integrál:

{\displaystyle (f,g)=\int _{a}^{b}f(x)\cdot {\overline {g(x)}}\ dx}, pokud integrál konverguje